# 俺の嫁
俺の嫁（おれのよめ）とは、主に男性が理想的な女性（架空のキャラクターを含む）に対して発する言葉で、アニメや漫画、テレビゲームなどのファンの間で、また商業の場においても用いられるようになっている。

## 概要
『知ってるだけで恥ずかしい 現代オタク用語の基礎知識』によると「主に架空のキャラクタに対する愛情表現」と定義される。ただし女性が男性キャラクター（または好きな女性キャラクター）に対して発することもある。さらには二次元キャラクター同士、芸能人などの実在の人物、自動車などの非生物でも成立するようになった。「俺の妹」「俺の娘」など、発展系は無数に存在する。なお、既婚の男性が自身の妻を指して、二次元的な「俺の嫁」と区別して「リアル嫁」と呼ぶ場合もある。
みかづき紅月は美少女文庫で「＊＊は俺の嫁!?」というシリーズを出している。『らき☆すた』と関連した町おこしを進めていた鷲宮町の商工会が「“萌（も）え川柳☆狂歌”コンテスト」を開催したところ、最優秀作品（最萌賞）に輝いた狂歌は「俺の嫁」を揶揄した内容であった。
日本国外では、同様の概念を指すものとして「waifu」または「mai waifu」というスラングが用いられている。これは、英語で「（俺の）嫁」を意味する「(my) wife」を日本語的に発音・表記したものである。言葉が広まったのは、あずまきよひこの漫画作品『あずまんが大王』のアニメ版において、登場人物の男性教師・木村が自分の妻の写真を指して「マイワイフ」と発言した場面がきっかけと言われている。この場面は、未成年の女子にしか興味がない人物と思われていた木村に実は成人の妻がいたという事実に周囲が驚くというもので、「マイワイフ」は文字通り自分の妻という意味なのだが、西洋のアニメファンの間で二次元の嫁を指すミームとして広まったという。なお、対象が男性キャラクターの場合は、英語で「夫」を意味する「husband」をもとにした「husbando」というスラングも用いられる。
paperboy&co.が2008年に「haorenoyo.me」（～は俺の嫁）ドメインを取得していたが、同ドメインを利用したサービスが一切行われないまま2012年11月18日にドメインは失効した。